# 맥적
맥적(貊炙)은 고구려와 부여의 고기 요리이다.

## 같이 보기
- 너비아니
- 불고기
- 설야멱